# Lê Đình Lâm
Lê Đình Lâm có bút danh Lê Lâm hay Lê Song Mộc (1929–2021) là nam biên kịch, đạo diễn phim tài liệu, Đại tá Quân đội nhân dân Việt Nam, nguyên Phó giám đốc Xí nghiệp phim Quân đội. Trong sự nghiệp của mình ông đã thực hiện 20 bộ phim tài liệu.

## Tiểu sử
Lê Đình Lâm sinh ngày 1 tháng 10 năm 1929 tại làng Thổ Quan - ngày nay thuộc phường Văn Miếu - Quốc Tử Giám, Thành phố Hà Nội.
Sau cách mạng tháng 8 năm 1945, ông làm công nhân và tham cuộc chiến kéo dài 60 ngày tại Khâm Thiên trong đợt Toàn quốc kháng chiến từ cuối năm 1946. Sau đó ông lên chiến khu Việt Bắc hoạt động trong ngành quân giới tại Nhà máy MH1 và được kết nạp vào Đảng Cộng Sản Đông Dương năm 1949. Sau Chiến dịch Điện Biên Phủ, ông được giao làm Chính trị viên đoàn Văn công Hậu Cần, tiếp đến là làm trợ lý chính trị Tổng đoàn Văn công Tổng Cục Chính trị. Năm 1960, Lê Lâm được chuyển về về Xí nghiệp phim Quân đội làm  biên tập, biên kịch, đạo diễn phim phóng sự - tài liệu.
Lê Đình Lâm được phong danh hiệu Nghệ sĩ ưu tú vào đợt đầu tiên năm 1984.
Lê Đình Lâm qua đời ngày 4 tháng 8 năm 2021, tại nhà riêng ở  phường Văn Miếu - Quốc Tử Giám, Hà Nội.
Tháng 5 năm 2023, Lê Đình Lâm được truy tặng Giải thưởng Nhà nước về Văn học nghệ thuật trong lĩnh vực Điện ảnh với các tác phẩm Cồn cỏ anh hùng, Quanh địa ngục Cồn Tiên, Chặng đường trên Điện Biên và Người Hàm Rồng.

## Tác phẩm
| Vai trò đạo diễn  | Vai trò đạo diễn             | Vai trò đạo diễn        | Vai trò đạo diễn | Vai trò đạo diễn |
| Năm               | Tựa đề                       | Đồng đạo diễn           | Biên kịch        | Chú thích        |
| ----------------- | ---------------------------- | ----------------------- | ---------------- | ---------------- |
| 1965              | Cồn cỏ anh hùng              |                         | Có               |                  |
| 1967              | Người Hàm Rồng               |                         | Hoàng Văn Bổn    |                  |
| 1968              | Quanh địa ngục Cồn Tiên      | Lê Mậu Bân (Mạnh Quang) |                  | [ 6 ]            |
| 1971              | Việt Bắc trận tuyến phía sau |                         |                  |                  |
| 1975              | Năm 1972 lịch sử             |                         |                  |                  |
| 1977              | Thăm quê hương cách mạng     |                         |                  |                  |
| 1980              | Chặng đường trên Điện Biên   |                         |                  |                  |
| 1983              | Người lính của sư đoàn       |                         |                  |                  |
| Vai trò biên kịch |                              |                         |                  |                  |
| 1989              | Sư đoàn quân tiên phong      |                         | Có               |                  |
| 1990              | Chuyện kể về những pho tượng |                         | Có               |                  |

## Khen thưởng
- Huân chương Chiến công - hạng Ba
- Huân chương Chiến sĩ vẻ vang - hạng Nhất, Nhì và Ba
- Huân chương Lao động - hạng Nhì
- Huy chương Quân kỳ quyết thắng
- Huy hiệu 70 năm tuổi Đảng
- Giải thưởng Nhà nước - lĩnh vực Điện ảnh

## Giải thưởng
| Năm  | Giải thưởng                       | Hạng mục      | Tác phẩm                  | Kết quả                     | Chú thích   |
| ---- | --------------------------------- | ------------- | ------------------------- | --------------------------- | ----------- |
| 1967 | Liên hoan phim Quốc tế Leipzig    | Phim tài liệu | Người Hàm Rồng            | Giải Đặc biệt - Joris Ivens | [ 1 ] [ 2 ] |
| 1970 | Liên hoan phim Việt Nam lần thứ 1 | Phim tài liệu | Người Hàm Rồng            | Bông sen vàng               | [ 4 ]       |
| 1970 | Liên hoan phim Việt Nam lần thứ 1 | Phim tài liệu | Quanh địa ngục Cồn Tiên   | Bông sen vàng               | [ 4 ]       |
| 1970 | Liên hoan phim Việt Nam lần thứ 1 | Phim tài liệu | Cồn Cỏ anh hùng           | Bông sen bạc                | [ 4 ]       |
| 1980 | Liên hoan phim Việt Nam lần thứ 5 |               | Chặng đường tới Điện Biên | Bông sen bạc                | [ 8 ]       |